# Viktoria Schnaderbeck
Viktoria Schnaderbeck (Graz, 4 gennaio 1991) è un'ex calciatrice austriaca, di ruolo centrocampista. Ha avuto il ruolo di capitano della nazionale austriaca, con la quale ha giocato 83 partite e partecipato a due fasi finali del campionato europeo.

## Palmarès

### Club
- Campionato inglese: 1

Arsenal: 2018-2019
- Campionato tedesco: 2

Bayern Monaco: 2014-2015, 2015-2016
- Coppa di Germania: 1

Bayern Monaco: 2011-2012
- Bundesliga-Cup

Bayern Monaco: 2011